# Mostri del mare
Mostri del mare (Sea Monsters) è una miniserie televisiva della BBC di genere animalistico, andata originariamente in onda nel 2003. Essa descrive la fauna marina preistorica. Creata dalla Impossible Pictures, già produttrice di Nel mondo dei dinosauri, ha come protagonista lo zoologo Nigel Marven, che si avventura virtualmente nei mari più pericolosi che siano mai esistiti.
È composta da sette segmenti trasmessi in tre puntate dal 9 al 23 settembre 2003, andati in onda in Italia, successivamente, come speciale di due episodi, il primo contenente i primi cinque segmenti della serie, e il secondo dagli ultimi due, all'interno del programma La macchina del tempo su Rete 4, entrambi di durata minore rispetto alla versione originale e alla versione in DVD (nella versione in digitale la voce di Nigel Marvel è quasi sempre fuori campo e doppiata da Marco Balzarotti, mentre in quella televisiva la presentazione è in prima persona e doppiata da Sergio Di Stefano).

## Puntate

### Prima puntata (A spasso nella Preistoria)
Il mare dell'Ordoviciano 
Tempo: 450 milioni di anni fa.
Posizione: New York, negli USA.
Attrezzatura speciale: muta da sub, telecamera e fiocina.
La storia comincia qui, in un luogo privo di ossigeno e piante. Il primo animale che Nigel incontrerà, attratto da un'esca, è uno scorpione di mare, il Megalograptus, fortunatamente privo di veleno, dato che riesce solo a graffiare lo zoologo. Dopo essersi curato la ferita, Nigel va sott'acqua e incontra, oltre a miriadi di Megalograptus, un Cameroceras, che mostra subito la sua pericolosità mangiando senza problemi uno scorpione di mare. Tornato in superficie, Marven se la dovrà vedere con questi ultimi che depongono le loro uova.
- Megalograptus
- Cameroceras
- Astraspis
- Isotelus
- Graptolite

 Il mare del Triassico 
Tempo: 230 milioni di anni fa.
Posizione: Svizzera (a quei tempi non c'erano le Alpi).
Attrezzatura speciale: muta da sub e fiocina elettrica.
È il Triassico e i dinosauri sono appena comparsi sulla faccia della terra, ma Nigel è interessato di più alle creature marine. Dopo aver avvistato un trio di Coelophysis, decide così di immergersi, trovando subito due Nothosaurus, che però si dimostrano poco aggressivi. Poi, dopo che questi ultimi se ne sono andati, incontra un Tanystropheus, a cui stacca accidentalmente la coda. Alla fine, Nigel se la dovrà vedere con un feroce e antico rappresentante degli Ittiosauri, il Cymbospondylus.
- Nothosaurus
- Tanystropheus
- Cymbospondylus
- Coelophysis
- Peteinosaurus

 Il mare del Devoniano 
Tempo: 350 milioni di anni fa.
Posizione: Ohio, negli Usa.
Attrezzatura speciale: muta da sub, esca e gabbia per squali per difesa.
Devoniano. 350 milioni di anni fa. Nigel tenterà di attirare un enorme pesce corazzato, un Dunkleosteus, con un'esca a base di Bothriolepis, difendendosi inoltre in una gabbia per squali a forma sferica. Immergendosi al sicuro in quest'ultima, non tarda molto tempo ad incontrare un predatore, lo Stethacanthus, chiamato ironicamente dallo zoologo "Squalo a ferro da stiro", a causa della protuberanza che porta sul dorso. All'improvviso, però, lo squalo scappa via e viene rapidamente sostituito da un Dunkleosteus piuttosto affamato, che si dimostra capace addirittura di trapassare da parte a parte la gabbia creata appositamente per fermarlo. Il Dunkleosteus strappa via dalle mani di Nigel l'esca, per poi aggredire un piccolo della sua specie, che si stava cibando degli avanzi rimasti. Risalito sulla barca, la prossima destinazione è l'Eocene, 36 milioni di anni fa, terra del Basilosauro, una primitiva balena carnivora.
- Dunkleosteus
- Stethacanthus
- Bothriolepis

### Seconda puntata (Nelle fauci della morte)
Il mare dell'Eocene 
Tempo: 36 milioni di anni fa.
Posizione: Giza, in Egitto.
Attrezzatura speciale: muta da sub e altoparlante.
L'Eocene, l'era dei mammiferi, già stabilitisi in acqua con forme gigantesche, tipo il Basilosauro. Ma prima di vedere questa feroce balena della Preistoria, Nigel se la dovrà vedere con un maschio di Arsinoitherium, un mammifero anfibio simile ad un rinoceronte. Nella puntata, Nigel incontra un maschio a cui prova ad offrire una mela. Poi durante una nuotata in una laguna incontrerà anche dei Dorudon, prede abituali dei Basilosauri, visti in un altro documentario, I predatori della preistoria. Alla fine, usando un altoparlante che emette i suoni del cetaceo, riuscirà a vedere il Basilosauro, anche se questo andrà a divellere con le sue mascelle l'altoparlante.
- Basilosaurus
- Arsinoitherium
- Dorudon

 Il mare del Pliocene 
Tempo: 4 milioni di anni fa.
Posizione: Perù.
Attrezzatura speciale: muta da sub e gabbia per squali di forma sferica.
In quest'epoca ci troviamo nel Perù, dove nei suoi mari si nasconde il Megalodonte, il più grande squalo mai esistito. Nigel, interessato a sfidare questa creatura, viene però convinto ad incontrare prima i piccoli di Megalodonte nell'acqua poco profonda, che sono grandi come un odierno squalo bianco e cacciano abitualmente i cetacei del tipo Odobenocetops. Dopo aver vissuto questa esperienza già adrenalinica, Nigel con la sua barca The Ancient Mariner si inoltra in mare aperto, territorio di caccia degli adulti, lunghi 15 metri. Il suo scopo sarà quello di attaccare una telecamera sulla pinna caudale dello squalo mentre questo cerca di mangiare un'esca. Dopo molti tentativi falliti e attacchi del Megalodon, riuscirà finalmente ad attaccare la cinepresa sul dorso del mostro, che mostrerà due giorni più tardi un attacco dell'animale ad una balena (in realtà 
un cetotherium).
- Carcharocles megalodon
- Odobenocetops
- Cetotherium

### Terza puntata (Al diavolo ... e ritorno?)
Il mare del Giurassico 
Tempo: 155 milioni di anni fa.
Posizione: Inghilterra, Regno Unito.
Attrezzatura speciale: muta da sub con repellente di difesa, radar e propulsore.
È il Giurassico, l'era di alcuni dei più grandi animali esistiti, sia sulla terra che nel mare. Nigel incontrerà per primo un branco di Leedsichthys, i più grandi pesci di tutti i tempi. Notando inoltre che, per motivi di grasso corporeo, un membro del gruppo è molto indietro rispetto agli altri, Nigel vede che un Metriorhynchus e uno squalo Hybodus approfittano di ciò per staccare pezzetti di carne dal pesce. Ma è quando Nigel sale dalla barca che viene l'incredibile: vedendo infatti col periscopio sott'acqua, lo zoologo vede che un Liopleurodon ha attaccato e ucciso con un colpo solo il Leedsicthys ferito. Giunta la sera, Nigel andrà sott'acqua a vedere il banchetto che tre esemplari di Liopleurodon stanno facendo con la carcassa del pesce. Prima di salire sulla barca, Nigel avrà l'occasione di usare il suo repellente a base di putrescina, cioè quando il pliosauro tenterà di attaccare lo zoologo.
- Leedsichthys
- Metriorhynchus
- Hybodus
- Liopleurodon

 Il mare del Cretaceo 
Tempo: 75 milioni di anni fa.
Posizione: Kansas, negli Usa.
Attrezzatura speciale: muta da sub e radar.
L'ultima tappa e l'ultimo mare, quello del Cretaceo (in cui Nigel lo definisce "l'acquario infernale"). Dopo aver visto un Albertosaurus ruggire e degli Hesperornis andare in acqua, Nigel vede con un periscopio che alcuni di loro vengono mangiati da squali (Squalicorax), un Halisaurus e da un branco di Xiphactinus, un mostruoso pesce di 6 metri. L'obiettivo di Nigel, venuto in mente con l'avvistamento dell'Halisaurus, sarà quello di vedere Tilosauri di 18 metri in mare aperto. Dopo di che Nigel avvisterà uno Pteranodon cacciare, lo addomesticherà e troverà un Archelon morto, che farà nascere allo zoologo il desiderio di vederne uno vivo. Alla fine ci riesce, ma un'intera famiglia di Tilosauri interrompe la calma. Fortunatamente, gli animali attaccheranno un gommone e Nigel riuscirà a salvarsi.
- Hesperornis
- Squalicorax
- Halisaurus
- Xiphactinus
- Tylosaurus (identificato come Mosasaurus)
- Pteranodon
- Archelon
- Elasmosaurus
- Albertosaurus